# استیبالیس مارتینس
استیبالیس مارتینس (به اسپانیایی: Estíbaliz Martínez)  (زاده ۹ مه ۱۹۸۰) ژیمناست ریتمیک اهل اسپانیا بود.
از افتخارات وی میتوان به کسب مدال طلا در بخش تمام اسباب تیمی در بازی‌های المپیک تابستانی ۱۹۹۶ اشاره کرد.